# Utricularia nana
Utricularia nana este o specie de plante carnivore din genul Utricularia, familia Lentibulariaceae, ordinul Lamiales, descrisă de A. St. Hil. și Amp; Girard. Conform Catalogue of Life specia Utricularia nana nu are subspecii cunoscute.

## Galerie

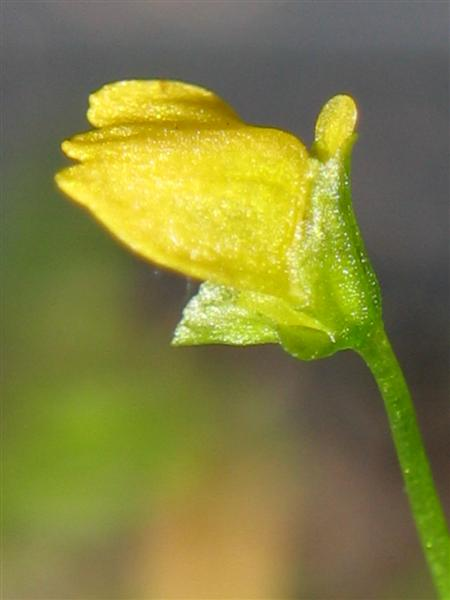